# Grande esposizione emiliana del 1888

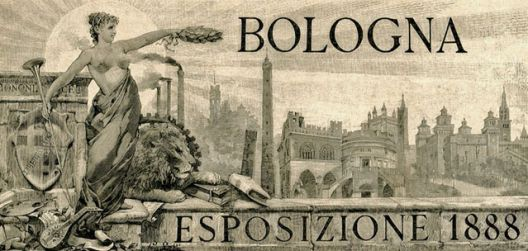
"Bologna Esposizione 1888", immagine promozionale dell'esposizione

La Grande esposizione emiliana è stata una esposizione che si è tenuta dal 7 maggio all'11 novembre del 1888 nei Giardini Margherita a Bologna, sulla scia delle esposizioni nazionali, generali e internazionali dell'epoca e in occasione dell'ottavo centenario della nascita dell'Università. Di scarso successo, l'esposizione emiliana ha comunque marcato la città, in particolare con gli interventi in San Michele in Bosco e lasciando le opere scultoree del Sarti ricollocate nel giardino della Montagnola e ancora oggi presenti.

## Contesto

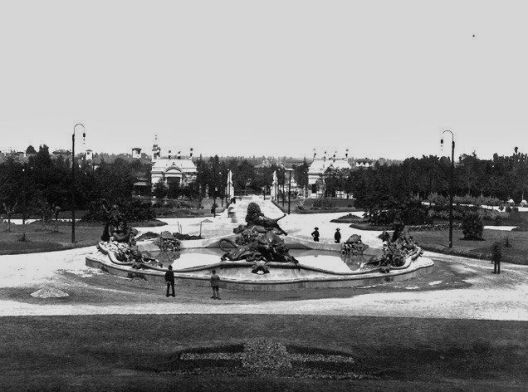
La fontana di Diego Sarti ai Giardini Margherita.

Nel 1881 il comune redasse il piano di ampliamento della città che condizionò lo sviluppo di Bologna fin dopo la seconda guerra mondiale. 
Il progetto dei Giardini Margherita, affidato al Conte Ernesto Balbo Bertone di Sambuy, è anticipato dagli acquisti di terreni nel 1874 e prevede grandi lavori. L'apertura ufficiale venne celebrata con una fastosa cerimonia il 6 luglio 1879, a cinque anni dall'inizio dei lavori. A partire da questa data i Giardini sono stati teatro di numerosissimi eventi e manifestazioni che hanno scandito la vita di Bologna. 

## Inaugurazione
A partire dal 7 maggio 1888, i Giardini Margherita ospitano la prima Grande esposizione emiliana, evento che si vuole di importanza nazionale. Presidente del comitato esecutivo è il deputato imolese Giovanni Codronchi, già sindaco di Imola e leader dell'Associazione costituzionale delle Romagne. 
All'inaugurazione presenziano il re Umberto I, la consorte Margherita di Savoia e il Presidente del Consiglio Francesco Crispi.
«Nessuno dei viventi ricorda a Bologna una giornata come questa», scrive un cronista; una giornata che riunisce «l'entusiasmo popolare e la pompa ufficiale più solenne».
Nel salone in cui si svolge l'incontro inaugurale vi sono 2.500 invitati, tra i quali 340 sindaci e innumerevoli società della provincia, intervenute con bandiera e fanfara. Nel parterre «la bellezza impera» e «son cento e cento i volti seducenti e gli occhi ammaliatori».

## Descrizione

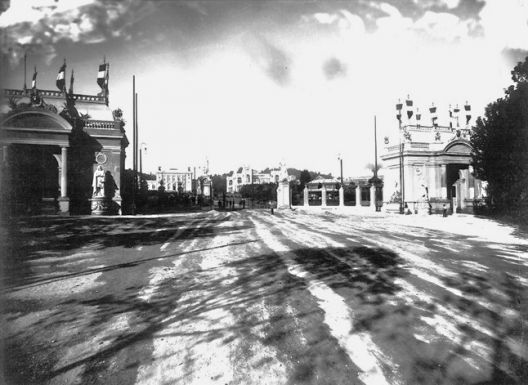
Ingresso all'esposizione a Porta Santo Stefano (fotografia di Pietro Poppi)

L'ingresso principale della manifestazione è a porta Santo Stefano: due eleganti padiglioni sorgono ai lati di una barriera semicircolare. I pilastri del cancello sono sormontati dalle statue allegoriche dell'Agricoltura e dell'Industria, opere di Tullo Golfarelli.
Nel grande piazzale di fronte all'ingresso lo scultore Diego Sarti (1859-1914) ha costruito una fontana monumentale: una vasca ellissoidale ornata di quattro gruppi di statue, due di animali e due di sirene.
L'opera desta qualche scalpore per le inedite nudità femminile, ma sarà comunque apprezzata e conservata anche dopo il termine della manifestazione. Qualche anno più tardi verrà ricollocata in Montagnola.

### Esposizione delle Provincie dell'Emilia in Bologna

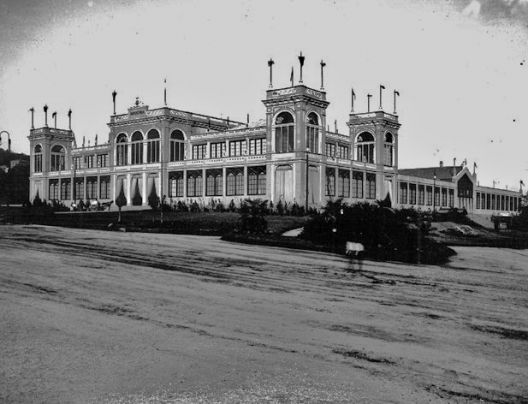
Uno dei padiglioni ai Giardini Margherita. (fotografia di Pietro Poppi)

L'Esposizione delle Provincie dell'Emilia in Bologna si articola in tre settori: Musica, Industria e Agricoltura, Belle Arti. Le costruzioni immerse nel verde, in uno stile ricco di richiami naturalistici ed esotici, costituiscono quasi una città-giardino, piacevole e invitante, più luogo di villeggiatura che di affari.
I palazzi dell'Industria e della Musica, «prodotti della stagione dell'eclettismo bolognese», sono stati realizzati da Filippo Buriani, impiegando «rudimentali sistemi di prefabbricazione metallica», come racconta il Cresti.
Il padiglione principale illustra i nuovi indirizzi agricoli e industriali delle provincie emiliane, orientate verso le colture intensive, l'allevamento e il settore caseario.
Sono esposti tra gli altri i macchinari dell'Officina Calzoni. Una «immane, smisurata, simbolica» mortadella di 150 chilogrammi fa bella mostra nel «tempio consacrato al dio maiale», allestito dalla ditta Breventani di Modena, coadiuvata dal «sacro collegio sacerdotale di Bologna», rappresentato da aziende quali Zappoli, Romagnoli, Forni.

### Esposizione nazionale di Belle Arti

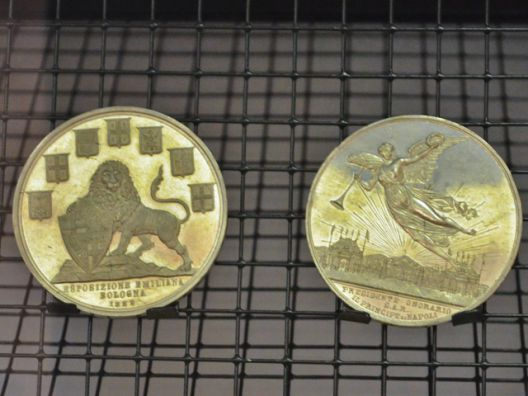
Medaglie commemorative conservate al Museo civico del Risorgimento.

Nella Esposizione nazionale di Belle Arti, ordinata da Enrico Panzacchi nelle sale della Villa Reale di San Michele in Bosco, possono essere ammirate opere di Giovanni Segantini, Gaetano Previati e di artisti della gilda di Alfonso Rubbiani, quali Achille Casanova e Augusto Sezanne. Il trionfatore sarà Giovanni Muzzioli con I funerali di Britannico, opera assai ammirata dalla critica.
Nell'antico monastero olivetano è allestita anche una mostra di cimeli risorgimentali e le rassegne speciali di "Didattica", "Previdenza" e "Beneficenza", su una superficie espositiva di 6.000 mq, che comprende una grande galleria temporanea costruita sulla facciata dell'edificio.
La direzione del progetto del Palazzo della musica è affidata ad Arrigo Boito. La preziosa architettura vanta una sala per i concerti sinfonici da 1500 posti e una più piccola per la musica da camera. Nel palazzo è allestita anche una mostra di strumenti ad arco antichi.
Per tutta la durata dell'esposizione saranno eseguiti concerti polifonici e capolavori della musica sinfonica tedesca, diretti da Giuseppe Martucci e Franco Faccio e inoltre concerti popolari e di complessi bandistici. Particolarmente ricco è anche il programma del Teatro comunale, con opere di Bellini, Cimarosa, Wagner, Gluck e Verdi.

## Servizi e attrazioni

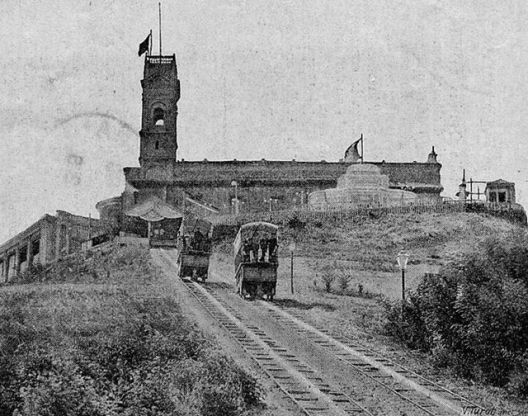
La funicolare di San Michele in Bosco

La Commissione operaia fa costruire ai Giardini delle cucine popolari, con una mensa a basso costo per i visitatori meno abbienti, mentre nella caserma di via Santa Margherita sono allestiti alloggi per comitive operaie. Queste usufruiscono anche di sconti ferroviari e ingressi gratuiti nei musei cittadini.
Grande attrattiva dell'Esposizione, che durerà sei mesi e avrà oltre 500.000 visitatori, sono le ascensioni in aerostato. Ma si contano altri innumerevoli eventi mondani: «il ballo Al Felsineo, le corse al trotto, il tiro al piccione», i discorsi, «lo scoprimento dei monumenti» interessano e qualche volta entusiasmano tutta la città, secondo F. Barbanti Brodano.
Durante la manifestazione esce per 42 numeri un Bollettino di grande formato, estremamente ricercato nella grafica e nelle illustrazioni. La scrittrice Matilde Serao, presente in veste di giornalista, pubblicherà in un libro i resoconti delle feste cittadine. Ne parleranno inoltre ben cinque quotidiani bolognesi: La Gazzetta dell'Emilia, Il Resto del Carlino, La Stella d'Italia, L'Unione e La Patria.
Nei mesi intorno all'evento è ripetuto l'esperimento dell'elettricità: vengono illuminate la piazza Vittorio Emanuele II, le logge del Pavaglione, le vie Santo Stefano, Farini e Indipendenza.
I Giardini Margherita furono collegati alla collina di San Michele in Bosco tramite la funicolare di San Michele in Bosco.

## Al termine dell'evento

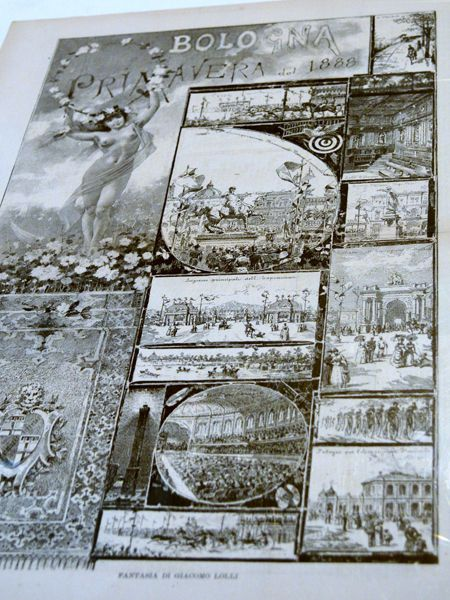
"Bologna Primavera 1888", fantasia di Giacomo Lolli

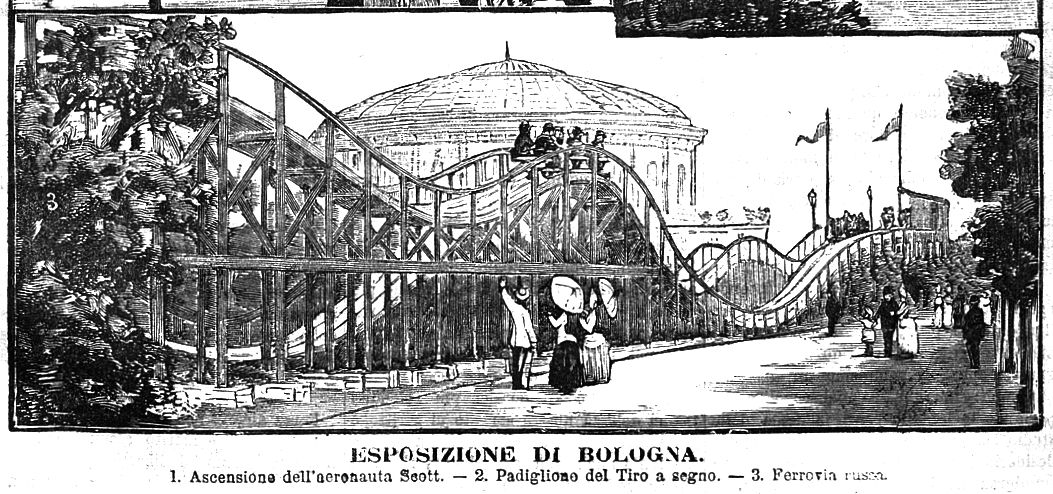
Le montagne russe

I grandi padiglioni di Buriani saranno smontati al termine della rassegna - secondo il patto stipulato dal Comune con la contessa Tattini, perché, a detta del Testoni, disturbano la vista sulle sue proprietà - così come spariranno il bel chiosco della Buton disegnato da Tito Azzolini, la "ferrovia russa", la birreria Finzi, il "lavoriero" per la pesca delle anguille allestito dal Municipio di Comacchio nel laghetto dei giardini e la capanna del Club Alpino Italiano. La fontana del Sarti sarà invece trasferita alla Montagnola.
Nonostante l'alto numero dei visitatori l'Esposizione non sarà un grande successo: se si escludono le prime settimane, la media dei biglietti venduti si manterrà sotto i mille al giorno.
Già una settimana prima della chiusura il periodico Bononia Ridet scriverà: «Nessuno da un pezzetto si accorge più che a Bologna vi sia una esposizione internazionale».

## Celebrazioni postume
Alla Grande esposizione emiliana del 1888 è stata dedicata la mostra EXPO Bologna 1888. L'Esposizione Emiliana nei documenti delle Collezioni d'Arte e di Storia della Fondazione Cassa di Risparmio in Bologna, dal 8 aprile al 31 luglio 2015 presso la Biblioteca d'Arte e di Storia di San Giorgio in Poggiale.